# Casinaria arjuna
Casinaria arjuna är en stekelart som beskrevs av Maheshwary och Gupta 1977. Casinaria arjuna ingår i släktet Casinaria och familjen brokparasitsteklar. Inga underarter finns listade.